# Eduardo Acevedo Álvarez
Eduardo Acevedo Álvarez (1893 - 1967) fou un advocat, periodista i polític uruguaià pertanyent al Partit Colorado.
Fill d'Eduardo Acevedo Vásquez i de María Manuela Álvarez Susviela. Casat amb Sélika Spinelli, va tenir dues filles, Sélika i Sara.
Militant de la Llista 14, va ser parlamentari, director del diari El Día i dues vegades Ministre d'Hisenda. Entre altres activitats, el 1931 va integrar una comissió d'estudi sobre la desvalorització de la moneda, integrada a més per Ricardo Cosio, Emilio Frugoni, Carlos Quijano i José Serrato.